# Thismia neptunis
Thismia neptunis là một loài thực vật có hoa trong họ Burmanniaceae. Loài này được Becc. miêu tả khoa học đầu tiên năm 1878.